# Cyrtandra subulibractea
Cyrtandra subulibractea là một loài thực vật có hoa trong họ Tai voi. Loài này được G.W.Glilett mô tả khoa học đầu tiên năm 1975.